# Il PornOcchio
Il PornOcchio, conosciuto in Italia anche col titolo di Jake Masters o Il Porno Occhio privato,  è un film del 1971 diretto da John Avildsen, poi regista di Rocky.

## Trama
Un fallito e scalcinato detective privato, Jacob Masters, deve rintracciare un filmato a luci rosse che inguaierebbe la carriera del miliardario Jason Dominique, fatto oggetto di estorsione da quattro ricattatori che cercano di farsi dare 50 000 dollari. Aiutato dalla collega Cora Merril, che lo stesso Jason ha voluto affiancare al detective, Jacob riesce ben presto a dare un volto e un nome ai ricattatori, che un ignoto omicida, però, elimina senza problemi uno dopo l'altro. Infine Jason scopre che è stata la stessa Cora ad ucciderli, con lo scopo di prendere il loro posto: l'intervento della polizia gli eviterà di fare la stessa fine.

## Critica
"Semiparodia del giallo noir, ribalda, piena di sesso e discretamente divertente. Grande performance di Garfield", così l'ha definita Paolo Mereghetti nel suo dizionario. Oliver Stone pare l'abbia definita come "la mia commedia preferita", almeno secondo quello che dice il regista per la riedizione in DVD del suo film. In ogni caso, il film è in breve diventato un cult, anche se il popolo di Internet ne ha dato critiche altalenanti ("Se vedere il lardoso Allen Garfield a culo nudo per tutto il film è il massimo che si chiede a un film, allora vedere Il pornOcchio è d'obbligo; altrimenti ci si può astenere tranquillamente." dal sito FilmTV.it).